# Біогеохімічний цикл
Цикл біогеохімі́чний, колообіг речовин — система незамкнутих і незворотних колообігів хімічних речовин у неорганічній природі через рослин і тварин в органічну природу. Це повторюваний процес взаємопов'язаного перетворення, переміщення речовин у природі, який має циклічний характер, відбувається за обов'язкової участі живих організмів і часто порушується людською діяльністю.

Завдяки біотичному колообігу можливе тривале існування й розвиток життя за обмеженого запасу доступних хімічних елементів. Використовуючи неорганічні речовини, зелені рослини за допомогою енергії Сонця створюють органічну речовину, яка іншими живими істотами (гетеротрофами-споживачами та деструкторами) руйнується, для того щоб продукти цього руйнування могли бути використані рослинами для нових органічних синтезів.
Важлива роль у глобальному колообігу речовин належить циркуляції води між океаном, атмосферою та верхніми шарами літосфери. Вода випаровується і повітряними течіями переноситься на багато кілометрів. Випадаючи на поверхню суші у вигляді опадів, вона сприяє руйнуванню гірських порід, роблячи їх доступними для рослин і мікроорганізмів, розмиває верхній ґрунтовий шар і проникає разом із розчиненими в ньому хімічними сполуками та завислими органічними частинками в океани та моря.
Найбільше значення мають такі цикли:
- Колообіг Нітрогену
- Колообіг Карбону
- Колообіг Сульфуру
- Колообіг Фосфору (зокрема Колообіг фосфору у воді)
- Колообіг води

## Деякі ілюстрації

Колообіг води
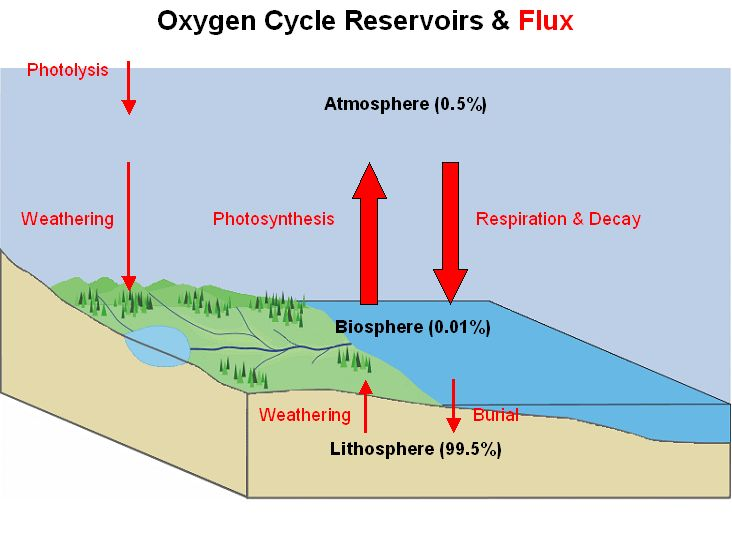
Обіг кисню в природі
Обіг азоту в природі
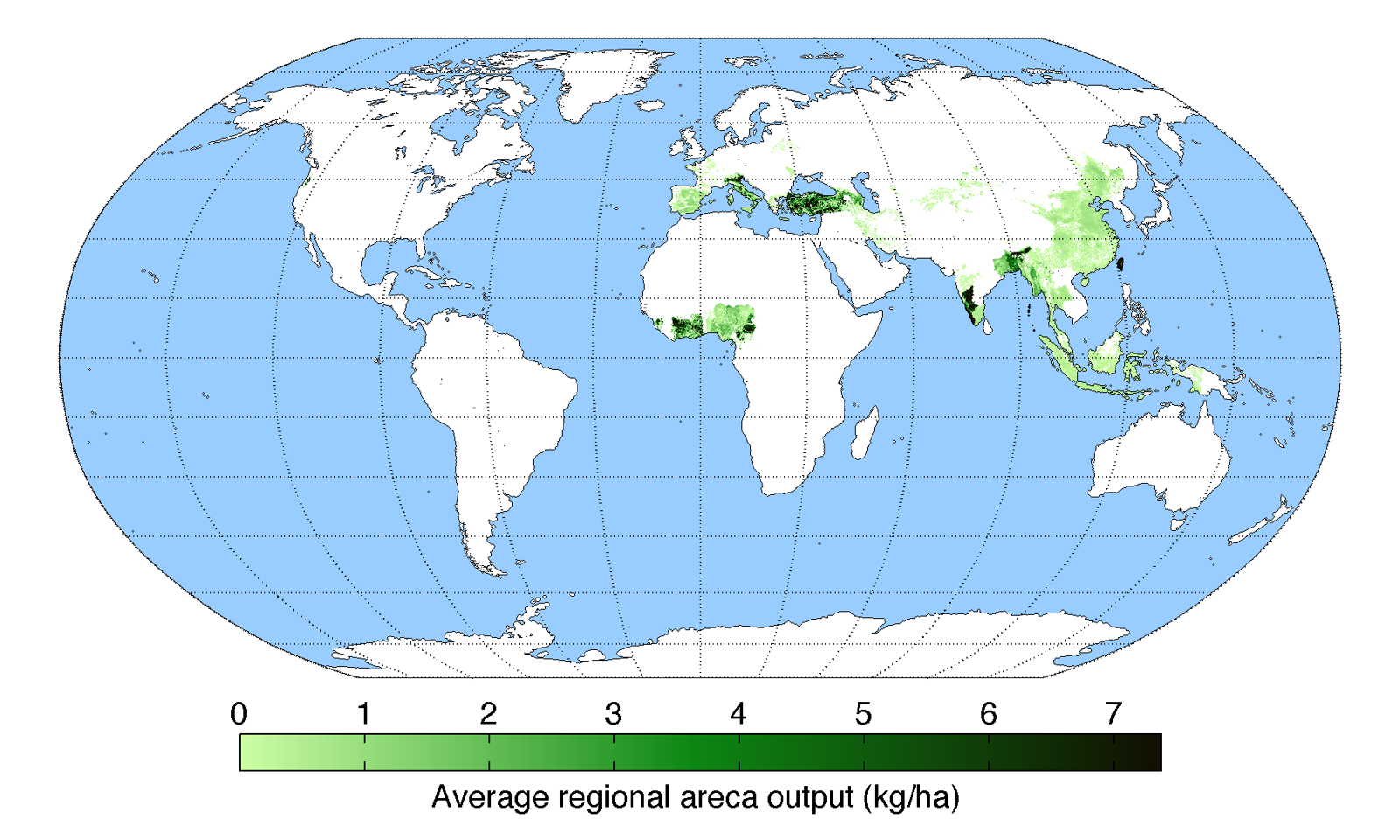
Первинна продукція
Обіг вуглецю в природі